# Austropaxillus muelleri
Austropaxillus muelleri är en svampart som först beskrevs av Miles Joseph Berkeley, och fick sitt nu gällande namn av Bresinsky & Jarosch 1999. Austropaxillus muelleri ingår i släktet Austropaxillus och familjen Serpulaceae.   Inga underarter finns listade i Catalogue of Life.